# 阿多尼斯·阿姆斯
阿多尼斯·阿姆斯（英語：Adonis Arms，1998年6月26日—）為美國男子籃球運動員，最後效力於中国男子篮球职业联赛广东宏远。
2024年11月11日，中国男子篮球职业联赛广东宏远宣布與阿姆斯達成加盟意向。2024年12月11日，广东宏远宣布與阿姆斯終止合約。

## 外部連結
- 阿多尼斯·阿姆斯在NBA（英语）
- 阿多尼斯·阿姆斯在NBA G聯盟（英语）
- 阿多尼斯·阿姆斯在中国男子篮球职业联赛
- 阿多尼斯·阿姆斯在Basketball-Reference.com（NBA）（英语）
- 阿多尼斯·阿姆斯在Basketball-Reference.com（NBA G聯盟）（英语）
- 阿多尼斯·阿姆斯在Basketball-Reference.com（國際）（英语）
- 阿多尼斯·阿姆斯在Sports-Reference.com（NCAA）（英语）
- 阿多尼斯·阿姆斯在ESPN（NBA）（英语）
- 阿多尼斯·阿姆斯在Eurobasket.com（球員）（英语）
- 阿多尼斯·阿姆斯在RealGM（英语）
- 阿多尼斯·阿姆斯在中国篮球数据库
- 阿多尼斯·阿姆斯在Flashscore（英语）